# 33 Librae
33 Librae, eller GZ Librae, är en pulserande variabel av typen snabbt pulserande Ap-stjärna (roAp) i stjärnbilden Vågen. Den är en multipelstjärna med en brun dvärg och två röda dvärgar förutom huvudstjärnan som är en gulvit stjärna i huvudserien.
33 Librae varierar mellan visuell magnitud +6,66 och 6,71 med en period av 4,8511 dygn. Den befinner sig på ett avstånd av ungefär 290 ljusår.